# بيتر إنكلمان

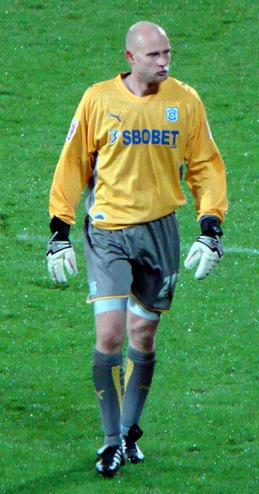
بيتر إنكلمان

بيتر إنكلمان (بالفنلندية: Peter Enckelman)‏، من مواليد 10 مارس 1977 في توركو في فنلندا، لاعب كرة قدم فنلندي.
بدأ مسيرته الكروية مع نادي توركو في عام 1997، ولعب معهم حتى عام 1999، وفي عام 1999 انتقل إلى نادي أستون فيلا الإنجليزي، ولعب معهم حتى عام 2004، وشارك معهم في 68 مباراة، وفي عام 2004 انتقل إلى نادي بلاكبيرن روفرز الإنجليزي.
و هو يلعب مع منتخب فنلندا لكرة القدم.

## مسيرته الكروية
لعب بيتر إنكلمان خلال مسيرته الاحترافية مع 7 أندية في تسعة عشر موسمًا ولم يسجل خلالها أي هدف ضمن 204 مباراة. ولم يفز بأي موسم بالكأس أو بالدوري.
خاض بيتر إنكلمان مسيرته مع نادي توركو في موسم 1996 واستمر معه طيلة ثلاثة مواسم، مشاركًا في 54 مباراة ولم يسجل أي هدف. ثم انتقل إلى نادي أستون فيلا في موسم 1998–99 ليلعب معه خمسة مواسم، حيث شارك في 52 مباراة ولم يسجل أي هدف أيضًا. لينتقل بعدها إلى نادي بلاكبيرن روفرز في موسم 2003–04 ليلعب معه أربعة مواسم، مشاركًا في مباراتين ولم يسجل أي هدف أيضًا. ثم انتقل إلى نادي كارديف سيتي في موسم 2007–08 واستمر معه طيلة ثلاثة مواسم، مشاركًا في 32 مباراة ولم يسجل أي هدف أيضًا. هذا وانتقل لاحقًا إلى نادي سانت جونستون في موسم 2010–11 ولمدة موسمين، مشاركًا في 54 مباراة ولم يسجل أي هدف أيضًا. ثم انتقل بعدها إلى نادي هارت أوف ميدلوثيان في موسم 2012–13 لمدة موسم واحد، مشاركًا في مباراة ولم يسجل أي هدف أيضًا. ليعود وينتقل من جديد، لكن هذه المرة إلى نادي ماريهامن ما بين عامي 2013 و2014 لمدة موسم واحد، مشاركًا في 9 مباريات ولم يسجل أي هدف أيضًا.

## روابط خارجية
- بيتر إنكلمان على موقع الاتحاد الدولي (مؤرشف)  (الإنجليزية)
- بيتر إنكلمان على موقع الاتحاد الأوربي (الإنجليزية)
- بيتر إنكلمان على موقع إي إس بي إن إف سي (الإنجليزية)
- بيتر إنكلمان على موقع قاعدة بيانات كرة القدم.إي يو (الإنجليزية)
- بيتر إنكلمان على موقع ناشيونال فوتبول تيمز (الإنجليزية)
- بيتر إنكلمان على موقع Soccerbase.com (لاعب) (الإنجليزية)
- بيتر إنكلمان على موقع Soccerway.com (الإنجليزية)
- بيتر إنكلمان على موقع عالم كرة القدم.نت (الإنجليزية)
- بيتر إنكلمان على موقع كووورة